# ویل فریدل
ویل فریدل (به انگلیسی: Will Friedle) (زاده ۱۱ اوت ۱۹۷۶ ) بازیگر آمریکایی است.
از فیلم‌های معروف او می‌توان به بازی در فیلم نامزدی من با دختر رئیس‌جمهور اشاره کرد.